# Alexandria Wailes
Alexandria Wailes (* 26. prosince 1975 Wilmington, Delaware) je americká neslyšící herečka. Mluví anglicky a americkým znakovým jazykem.

## Divadlo
- Love Person od Aditiho Kapila, Divadlo Mixed Blood
- Mother Courage and Her Children (Kattrin), soukromé divadlo
- Nobody's Perfect (choreografka), Kennedy Center
- Šípková Růženka (Růženka), Divadlo Kirka Douglase
- Bohem zapomenuté děti (Sarah), Keen Company
- The Neklace (matka Valentine), New York City
- Aurora Leign (mladá Aurora), Divadlo Ensemble Studio
- Big River (Joanna, kapitánka ASL, sbor), Divadlo Broadway (Nationwide Tour)
- Big River (Joanna), Divadlo Broadway, New York City (Roundabout Revival)
- Judgment Day (Bůh), Západní divadlo Neslyšících
- Quid Pro Quo (Lindsay), Západní divadlo Neslyšících, L.A.
- This Island Alone (Anne Tilton) – Divadlo Vineyard
- Pippin (Visigoth Arm), Center Theatre Group, Los Angeles

## Filmografie (Film a televize)
- Conviction (Leticia Diaz), episoda 1x06 Madness
- Zákon & pořádek: Zločinné úmysly (Malia Gallo), episoda 6x18 Silencer

## Taneční vystoupení
- Neither You Nr. I (choreografka, tanečnice), taneční festival Chashama's Oasis